# Varenspanner
De varenspanner (Petrophora chlorosata) is een nachtvlinder uit de familie Geometridae (spanners). Het vlindertje heeft een voorvleugellengte van 15 tot 18 millimeter. De soort overwintert als pop in de grond.

## Waardplant
De waardplant van de varenspanner zijn moerasvaren en adelaarsvaren.

## Voorkomen in Nederland en België
De varenspanner is in Nederland en België een vrij gewone soort, die verspreid over het hele gebied voorkomt. De vliegtijd is van eind april tot eind juni in één generatie.